# Diga Requena
La diga Requena (presa Requena in spagnolo) è una diga situata tra i comuni di Tepeji del Río de Ocampo e Tula de Allende, nello stato di Hidalgo, in Messico.

## Storia
La diga è stata costruita nel periodo che va dal 1919 al 1922. Il primo rapporto di uno studio biologico sull'attività di pesca del bacino risale al 1978. Il canale El Salto che inizialmente scaricava le acque reflue da Città del Messico, è stato chiuso nel 1985. Il pesce tilapia è stato introdotto negli anni '90.

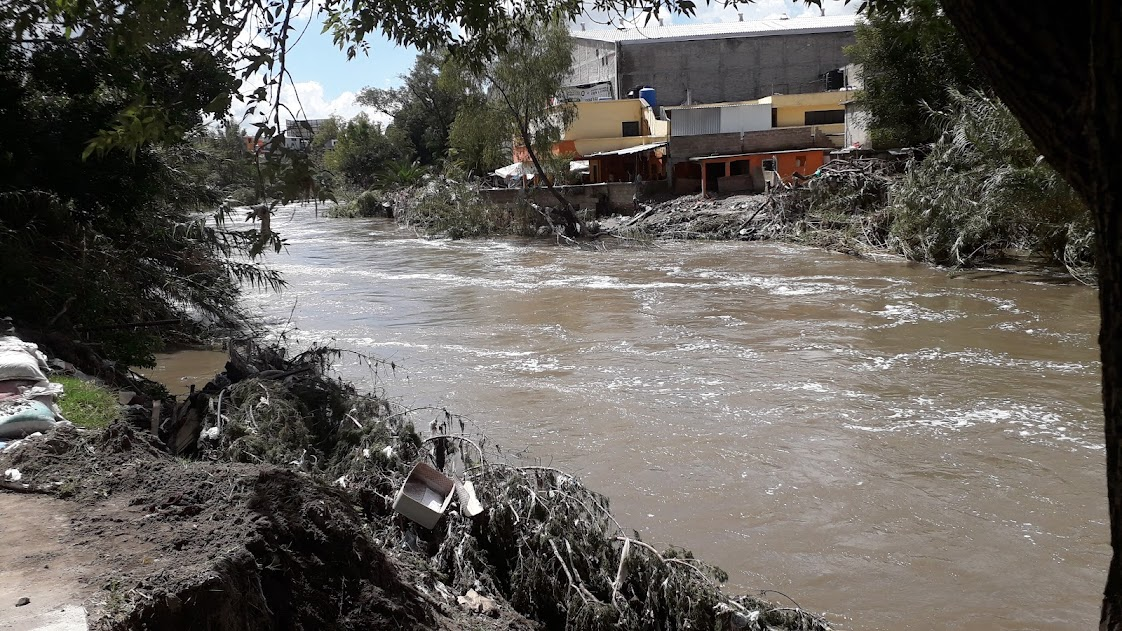
Fiume Tula

## Geografia

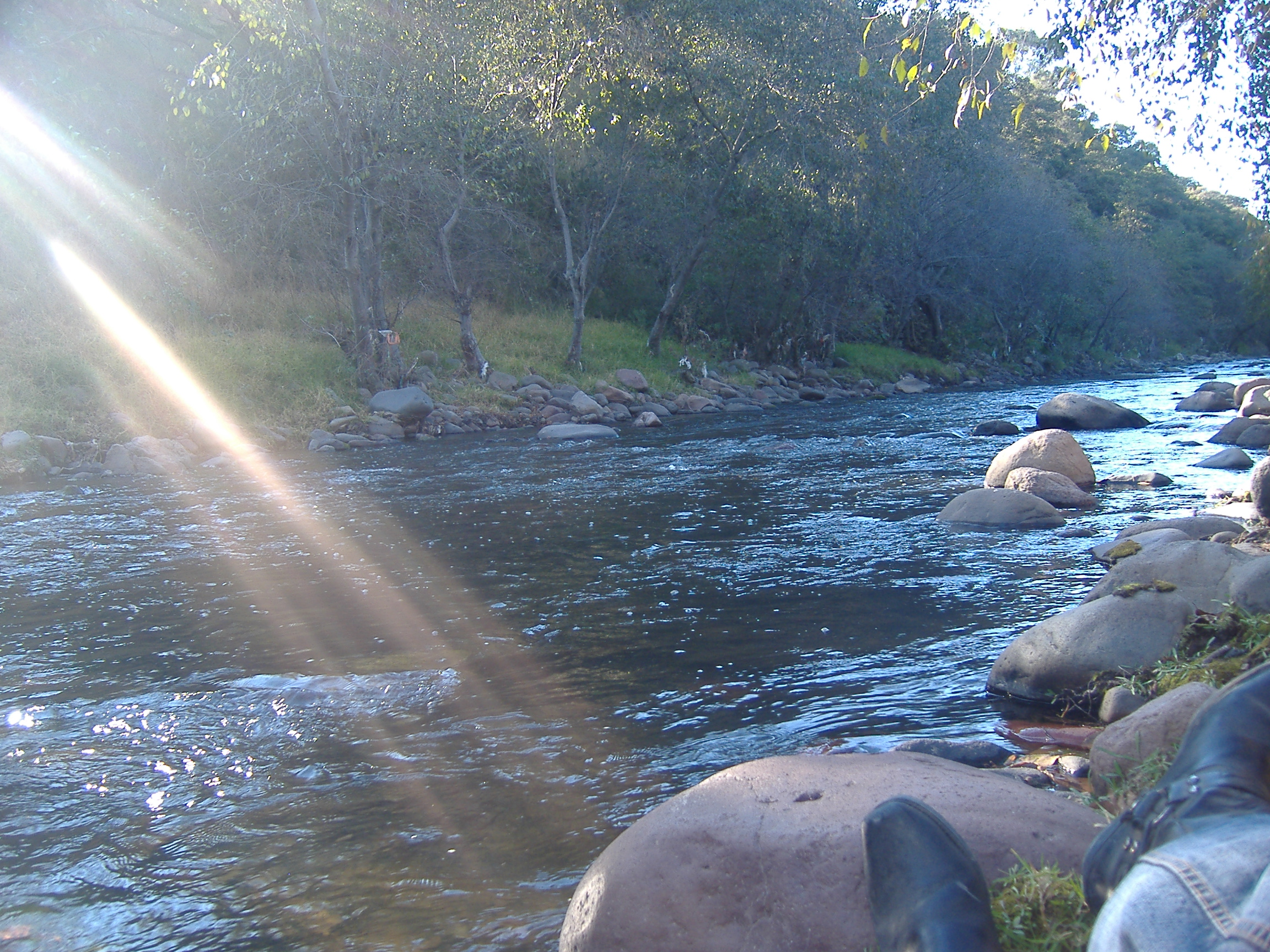
Rio Tepeji

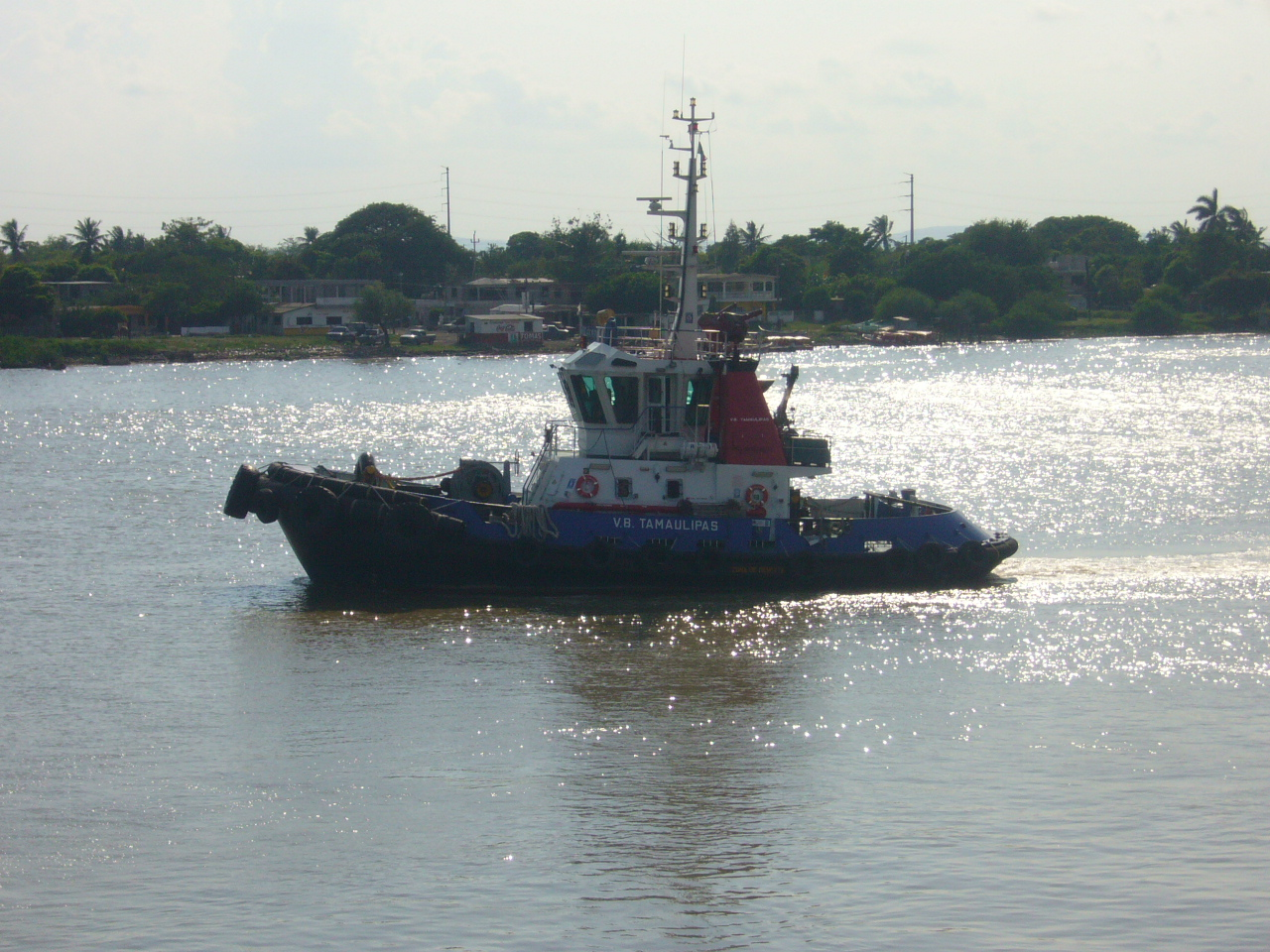
Imbarcazione sul fiume Panuco

Si trova a circa 60 km a nord-ovest di Città del Messico e 2,5 km a valle della città di Tepeji del Río, nella cosiddetta Valle del Mezquital. Confina con tre comuni dello stato di Hidalgo, a nord-est con Atotonilco de Tula, a sud con Tepeji del Río de Ocampo e a nord-ovest con Tula de Allende. Le coordinate geografiche sono 19° 51' 49" di latitudine nord e 99° 18' 44" di longitudine ovest, ad un'altitudine approssimativa di 2110 m. In termini di fisiografia, si trova all'interno della provincia dell'Asse Neovulcanico; all'interno della sottoprovincia dei laghi e dei vulcani di Anahuac.
Per quanto riguarda l'idrologia, si posiziona nella regione idrologica di Pánuco; nel bacino del fiume Montezuma; all'interno del sottobacino del fiume El Salto. La diga riceve le acque del fiume Tepeji da sud, che porta il deflusso dalla diga Taxhimay. Uscendo dalla diga, questo corso d'acqua riceve l'acqua del fiume El Salto, e da questo punto prende il nome di fiume Tula. Si possono vedere uccelli migratori come aironi bianchi e cenerini, pellicani e anatre oltre ad essere una fonte di lavoro per i pescatori.

## Caratteristiche
L'altezza è di 37,40 m, con una lunghezza della corona di 230 m. e una larghezza della corona di 8,0 m. La superficie del bacino è di 759,7 km², con una lunghezza massima di 7 ettari e una larghezza massima di 3 km con una profondità media di 6 m, e ha una capacità di stoccaggio di 52,5 hm³. Il livello massimo dell'acqua ordinaria, (NAMO) è di 40,98 hm³ e un livello massimo straordinario dell'acqua, (NAME) di 61,52 hm³.

## Problematiche
A causa delle inondazioni del 6 e 7 settembre 2020, la Commissione Nazionale per le Acque, (CONAGUA), ha dovuto sfiatare la diga, aprendo le paratoie; molti dei pesci sono finiti nelle acque reflue del fiume Tula, causandone la morte già che il suddetto fiume è uno dei più inquinati del Messico. 
Il 19 aprile 2021, per compensare la mancanza d'acqua nei distretti dei comuni di Tula e Alfajayuca, la CONAGUA ha utilizzato l'acqua della diga di Requena, che ha nuovamente influito sulla disponibilità di pesce. A causa delle forti piogge causate dalle inondazioni del fiume Tula nel 2021, le paratoie della diga sono state aperte o chiuse preventivamente, in diverse occasioni. L'Associazione 20 Arcos che oper nella diga Requena ha riferito che le variazioni dei volumi d'acqua hanno influenzato l'allevamento ittico.
Nel luglio 2023, a causa dell'eccesso di calore e della mancanza di piogge, la diga ha registrato i livelli d'acqua più bassi della sua storia. Al 27 giugno, aveva un livello dello 0,5% della sua capacità totale. È stata segnalata la morte di circa quattromila tonnellate di varie specie di pesci. 
Le piogge di giugno e luglio 2024 hanno riportato l'aumento del livello dell'acqua del bacino idrico da quasi il 2,5% della sua capacità all'89% di riempimento.
La  diga è stata oggetto di lavori di pulizia sui 10 km di costa, ricoperti di ninfee, sono state rimosse tonnellate di spazzatura, come pneumatici, animali morti e bottiglie di plastica.

## Attività ricreative
La diga ha una Società di Solidarietà Sociale "Producción Pesquera Pescadores Unidos de la Presa Requena 20 Arcos", che riunisce 40 membri, che si dedicano principalmente all'estrazione di carpe e tilapia. Il bacino idrico è anche sede di pesca sportiva e tornei di motoscafi.